# R-4 (cohete)
El R-4 fue un proyecto de misil soviético de 1946, también denominado G-1 y R-10, tomando como base el V-2 alemán.
Habría sido una versión mejorada del V-2, con un alcance de 600 km. Fue el primer proyecto llevado a cabo por el equipo de ingenieros alemanes llevados a la Unión Soviética después del fin de la Segunda Guerra Mundial, y competidor directo del R-2 de Sergéi Koroliov. Aunque el G-1 era superior en varios aspectos al R-2, fue este último el que acabó siendo llevado a producción.
El trabajo del equipo empezó el 22 de mayo de 1947, cuando se les dio la tarea de diseñar un misil con un alcance de 600 km. Una de las dificultades que afrontó el equipo fue que, habiendo comenzado el trabajo en Alemania, la documentación todavía estaba en camino cuando el equipo tuvo que empezar el diseño. Otro problema fue que la tecnología industrial soviética estaba muchos años por detrás de la alemana. Con todo, el equipo tuvo preparado un diseño para el 28 de diciembre de 1948. El equipo soviético responsable del desarrollo del misil competidor, el R-2, convenció al gobierno de que el G-1 no podría ser puesto en producción durante años hasta actualizar las técnicas industriales.
Las diferencias con el V-2 eran varias:
- Ojiva separable.
- Casco de duraluminio.
- Tanques de propulsantes integrados.
- Corte de ignición por radiocontrol para mejorar la precisión.

Con las mejoras, el peso del misil vacío habría sido de 1,87 toneladas contra las 3,17 del V-2, y un alcance de 600 km contra los 300 km del V-2. Otras mejoras habrían aumentado el alcance a 810 km y le habrían dado la precisión suficiente como para impactar en una elipse dada de 2 x 3 km.

## Especificaciones
- Empuje en despegue: 313 kN.
- Masa total: 18.400 kg.
- Diámetro del cuerpo principal: 1,65 m.
- Longitud total: 14,40 m.
- Masa de la ojiva: 1000 kg.
- Alcance máximo: 600 km.